# Babagan
Babagan is een bestuurslaag in het regentschap Rembang van de provincie Midden-Java, Indonesië. Babagan telt 2305 inwoners (volkstelling 2010).